# Anomala russaticeps
Anomala russaticeps är en skalbaggsart som beskrevs av Leon Fairmaire 1888. Anomala russaticeps ingår i släktet Anomala och familjen Rutelidae. Inga underarter finns listade i Catalogue of Life.